# Bahía de Bohai
La bahía de Bohai (en chino, 渤海湾; pinyin, Bóhǎi Wān) es una de las tres bahías que forman el mar de Bohai, el golfo más profundo del mar Amarillo, en el noreste de China. Limita con la provincia de Hebei y la municipalidad de Tianjin.
Las tres bahías son la bahía de Laizhou, al sur, la bahía de Liaodong, al norte, y la bahía de Bohai al oeste.
Hay varios campos de petróleo ubicados en el mar en la bahía Bohai. Jidong Nanpu contiene 7 500 000 de barriles, mientras que la bahía en su conjunto se estima que contiene 146 000 000 000 de barriles. La bahía del mar Bohai será el tercer grupo de campos petrolíferos más grande de China